# Béla Váradi
Béla Váradi, född 12 april 1953 i Gömörszőlős, Ungern, död 23 januari 2014, var en ungersk fotbollsspelare som ingick i det ungerska lag som tog OS-silver i fotbollsturneringen vid de olympiska sommarspelen 1972 i München.